# قاي مكفادين
قاي مكفادين (بالإنجليزية: Guy McFadden)‏ هو لاعب كرة قاعدة أمريكي، ولد في 3 سبتمبر 1872 في توبيكا في الولايات المتحدة، وتوفي بنفس المكان في 10 مارس 1911.

## وصلات خارجية
- قاي مكفادين على موقعبيزبول رفرنس.كوم (الدوري الرئيسي) (الإنجليزية)
- قاي مكفادين على موقعبيزبول رفرنس.كوم (الدوري الثانوي) (الإنجليزية)